# Anisia accedens
Anisia accedens är en tvåvingeart som beskrevs av Wulp 1890. Anisia accedens ingår i släktet Anisia och familjen parasitflugor. Inga underarter finns listade i Catalogue of Life.